# أندي آيرلادند
أندي آيرلادند (بالإنجليزية: Andy Ireland)‏ هو دبلوماسي وسياسي أمريكي، ولد في 23 أغسطس 1930 في سينسيناتي في الولايات المتحدة. حزبياً، نشط في الحزب الديمقراطي والحزب الجمهوري. في انتخابات مجلس النواب الأمريكي 1990 ‏، انتخب عضو مجلس النواب الأمريكي عن دائرة Florida's 10th congressional district ‏ وقد انضم خلال فترته النيابية ‏ (3 يناير 1991 – 3 يناير 1993)  للكتلة البرلمانية الحزب الجمهوري وانتخب سفير وانتخب عضو مجلس النواب الأمريكي.